# Río Pilatón
Der Río Pilatón (im Oberlauf: Río Corazón) ist ein etwa 48 km langer rechter Nebenfluss des Río Toachi im Nordwesten von Ecuador.

## Flusslauf
Der Río Pilatón entspringt als Río Corazón an der Westflanke des 4790 m hohen Vulkans Corazón in der Cordillera Occidental. Das Quellgebiet liegt in der Provinz Pichincha auf einer Höhe von etwa 3900 m. Der Río Corazón fließt in überwiegend nordwestlicher Richtung durch das Gebirge. Ab Flusskilometer 32 folgt die Fernstraße E20, die das zentrale Hochtal Ecuadors mit der Stadt Santo Domingo de los Colorados verbindet, dem Flusslauf. Der Fluss heißt nun Río Pilatón. Bei Flusskilometer 25 passiert der Fluss die Ortschaft Manuel Cornejo Astorga (Tandapi). Bei Flusskilometer 16 mündet der Río Chictoa rechtsseitig in den Río Pilatón. Dieser wendet sich nach Westen und bildet nun die Grenze zur Provinz Santo Domingo de los Tsáchilas (am nördlichen Flussufer). Schließlich mündet der Río Pilatón auf einer Höhe von ungefähr 810 m an der Westflanke der Cordillera Occidental bei der Ortschaft La Unión del Toachi in den Río Toachi.

## Einzugsgebiet
Der Río Pilatón entwässert ein Areal von etwa 560 km². Das Einzugsgebiet erstreckt sich über eine Länge von 20 km entlang dem Gebirgskamm der Cordillera Occidental. Es reicht vom Vulkan Atacazo im Norden bis zum Vulkan Corazón im Süden.

## Wasserkraftnutzung
Das Wasserkraftprojekt Toachi-Pilatón wird voraussichtlich 2021 fertiggestellt. Die geplante Inbetriebnahme des Sarapullo-Kraftwerks ist für Ende 2019 geplant. An einem Wehr (⊙) 14,5 km oberhalb der Mündung des Río Pilatón wird dann eine Wassermenge von bis zu 40 m³/s über einen Stollen dem Kraftwerk zugeführt. Unterhalb von diesem wird das Wasser in den Stausee der Toachi-Talsperre geleitet.